# 프리실라 레인

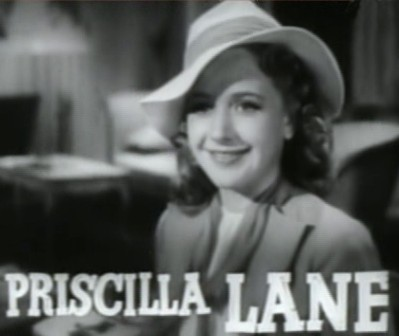

프리실라 레인(Priscilla Lane, 1915년 6월 12일 ~ 1995년 4월 4일)는 미국의 배우, 연극 배우, 영화배우이다.
앤도버에서 폐암으로 인해 사망하였다. 알링턴 국립묘지에 매장되었다.

## 영화
- 보디가드 (1948년)
- 아세닉 엔 올드 레이스 (1944년)
- 파괴 공작원 (1942년)
- 블루스 인 더 나잇 (1941년)
- 포 마더스 (1941년)
- 포효하는 20년대 (1939년) - 진 셔만 역
- 브라더 랫 (1938년)
- 네 명의 딸들 (1938년)